# Pedralbes

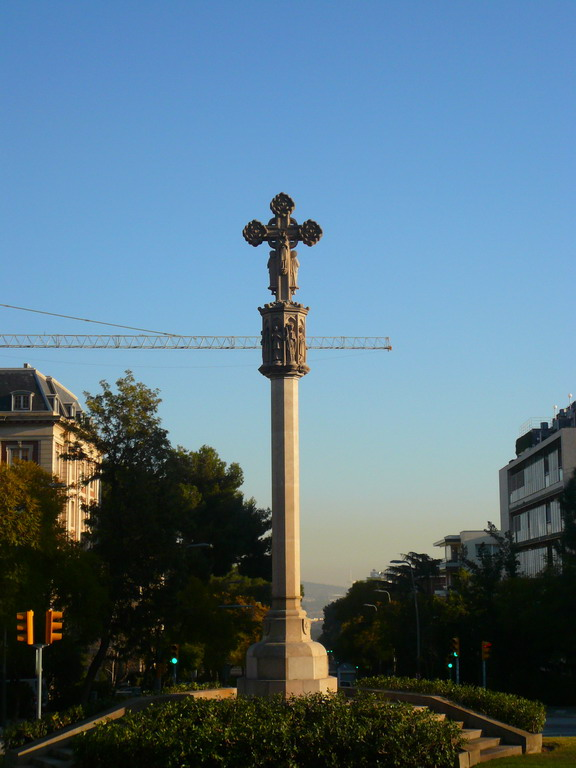
A Cruz de Pedralbes, no cruzamento entre a avenida de Pedralbes e a avenida de Esplugas.

Pedralbes é um bairro da cidade de Barcelona, na Espanha; forma parte do distrito de Les Corts. Sua população é de muito alto poder aquisitivo, sobre todo na Avenida Pearson. Neste bairro se encontra a majestosa mansão do Consulado dos Estados Unidos da América e as residências de multimilionários que figuram cada ano nas listas das pessoas mais endinheiradas deste país. Nas décadas de 1940 e 1950, o circuito de Pedralbes se usou em corridas de automobilismo e motociclismo.

## Monastério de Pedralbes
O bairro deve seu nome ao monastério da Ordem das Clarissas fundado em 1326 pela rainha Elisenda de Montcada. Em 1367, o mosteiro foi transferido ao Conselho de Cento. Situado ao oeste da cidade de Barcelona, em uma zona que pertenceu ao antigo município de Sarriá e que é hoje o bairro homônimo, compreende um claustro de dois pisos (séculos XIV-XV) e uma igreja (século XIV) de uma só nave com capelas entre os contrafortes, atribuída a Berenguer de Montagut; constitui um fiel expoente do gótico catalão. 
Contém obras de arte tão importantes como a decoração pictórica da capela de San Miguel, obra de Ferrer Bassa (1346), e o duplo sepulcro da fundadora. Alguns espaços do convento foram reformados em 1992-93 para abrigar um depósito de pintura antiga do Museu Thyssen-Bornemisza de Madrid. A decrescente afluência de público e a culminação da reforma do Museu Nacional de Arte da Catalunha levaram a um replanejamento de dito acordo, de tal modo que tais pinturas se trasladaram ao museu nacional citado, donde se exibem em espaços diferenciados.

## Personagens ilustres
- Carles Rexach (1947), futebolista e treinador do FC Barcelona.
- Neymar Junior, futebolista (Ex- Santos)e atual FC Barcelona tem uma mansão no bairro.